# Estación Nueva Italia
Estación Nueva Italia es una localidad mexicana ubicada en el municipio de Múgica del estado de Michoacán. Se ubica en la llamada Tierra Caliente Mexicana. Su fundación se remonta a la década de 1960 cuando la ciudad de Nueva Italia tiene un auge de empleo y se requiere el uso de una estación de ferrocarril y se funda la población a solo 2.5 kilómetros en la ruta Uruapan-Ciudad Lázaro Cárdenas.

## Geografía
A la localidad le corresponden las coordenadas geográficas 19°3′56.0″ de latitud norte y -102°5′11.0″ de longitud oeste, con una altitud de 479 m s. n. m. Se encuentra a una distancia aproximada de 2.0 kilómetros al norte de la cabecera municipal, Nueva Italia de Ruiz.

### Orografía
Su relieve lo constituye en su totalidad la Depresión del Balsas.

### Clima
Es seco estepario con lluvias en verano. Tiene una precipitación de 599 mm anuales y su temperatura va desde los 22 °C a los 40 °C.

## Demografía
Estación Nueva Italia cuenta según datos del XIV Censo General de Población y Vivienda llevado a cabo por el Instituto Nacional de Estadística y Geografía en el año 2020 con una población de 804 habitantes de los cuales 414 son hombres y 390 son mujeres, lo que representa una disminución de 10 habitantes respecto al censo de 2010 cuando se contaba con 814 habitantes.

### Población de Estación Nueva Italia 1970-2020
| Gráfica de evolución demográfica de Estación Nueva Italia entre 1970 y 2020                       |
|                                                                                                   |
| Población de los censos del Instituto Nacional de Estadística y Geografía (INEGI) de 1930 a 2020. |

## Festividades
- 15 y 16 de septiembre-Aniversario de la Independencia
- 20 de noviembre-Aniversario de la Revolución Mexicana